# ISO/TC 292
L'ISO / TC 292 Sécurité et résilience est un comité technique de l'Organisation internationale de normalisation formé en 2015 pour élaborer des normes dans le domaine de la sécurité et de la résilience.

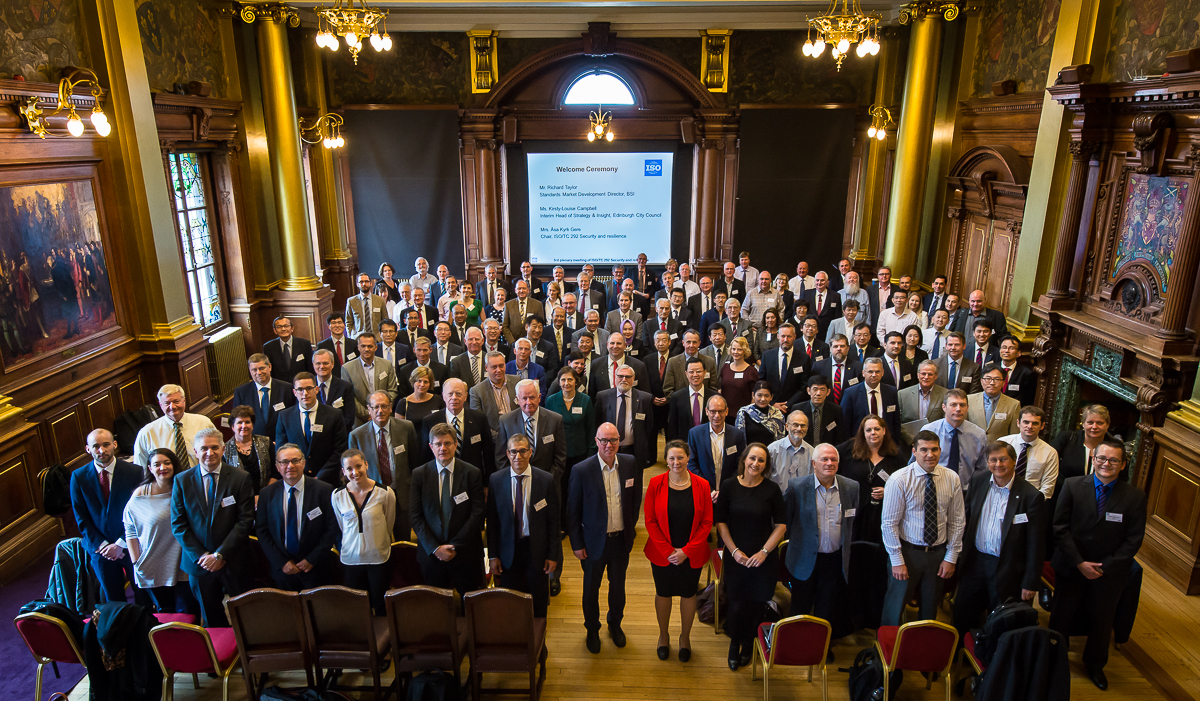
ISO/TC 292 lors de la 3e réunion plénière à Édimbourg

En juin 2014, le Bureau de gestion technique de l'Organisation Internationale de normalisation (ISO) a pris la décision de créer un nouveau comité technique ISO appelé ISO/TC 292 où trois comités ont été fusionnés en un seul. La date officielle du début des travaux du TC 292, le 1er janvier 2015, est la date à laquelle les trois comités ont été dissous et leurs travaux incorporés dans l'ISO/TC 292. Le comité s'est également vu confier la responsabilité de la sécurité de la chaîne d'approvisionnement, notamment la série ISO 28000 précédemment développée par l'ISO/TC 8.
La création de l'ISO/TC 292 précise l'organisation structurelle de l'ISO sur les questions de sécurité et prépare l'ISO à aborder les futurs sujets dans ce domaine en créant un organe de coordination au sein de la structure centrale du comité technique. Cette structure est optimisée pour limiter et éviter les conflits ou la duplication des travaux. Il aidera les administrations et les autorités publiques ayant une mission d'intérêt général et de protection à optimiser leur participation aux travaux de l'ISO dans ce secteur. Les organisations à but non lucratif aux ressources limitées peuvent également bénéficier de cette structure simplifiée.
Les comités suivants ont été fusionnés au sein de l'ISO/TC 292 :
- ISO/TC 223 : Sécurité de la société (2001-2014)
- ISO/TC 247 : Contre-mesures et contrôles de la fraude (2009-2014)
- ISO/PC 284 : Système de management pour la qualité des opérations des sociétés de sécurité privée PSC (2013-2014)

## Portée
ISO/TC 292 œuvres dans le cadre du champ d’application suivant ,,, :
Normalisation dans le domaine de la sécurité pour améliorer la sécurité et la résilience de la société.

Sont exclus : Les projets de sécurité spécifiques aux secteurs développés dans d'autres comités ISO pertinents et projets développés dans l'ISO/TC 262 et ISO/PC 278.

## Leadership et organisation
- Président 2015 - Mme Åsa Kyrk Gere
- Secrétaire 2020- Mme Susanna Björk
- Secrétaire 2017-2020 M. Bengt Rydstedt
- Secrétaire 2017-2017 Mme Susanna Björk
- Secrétaire 2015–2016 M. Bengt Rydstedt

L'ISO/TC 292 a actuellement l'organisation suivante ,:
- Groupe de travail 1: Terminologie
- Groupe de travail 2: Continuité et résilience organisationnelle
- Groupe de travail 3: Gestion des urgences
- Groupe de travail 4: Authenticité, intégrité et confiance pour les produits et documents
- Groupe de travail 5: Résilience communautaire
- Groupe de travail 6: Sécurité protectrice
- Groupe de travail 7: Lignes directrices pour les événements
- Groupe de travail 8: Sécurité de la chaîne d'approvisionnement
- Groupe de travail 9: Gestion des crises
- Groupe de travail conjoint 1: Gestion des risques émergents (travail conjoint avec l'ISO/TC 262)
- CG: Groupe de communication
- DCCG: Groupe de coordination des pays en développement
- UNCG: Groupe de coordination des Nations unies

L'ISO/TC 292 est l'un des plus grands comités de l'ISO avec près de 70 pays membres.
Il comporte une grande diversité de membres, du grand groupe comme Thales à la startup comme Cypheme.

## Normes publiées
Général
- ISO 22300 : 2018 Sécurité et résilience - Vocabulaire [10]
- ISO/TS 22375 : 2018 Sécurité et résilience - Lignes directrices pour le processus d'évaluation de la complexité [11]
- ISO 22397 : 2014 Sécurité sociétale - Lignes directrices pour l'établissement d'accords de partenariat [12]
- ISO 22398 : 2014 Sécurité sociétale - Lignes directrices pour les exercices [13]

Gestion de la continuité des affaires
- ISO 22301 : 2019 Sécurité et résilience - Systèmes de management de la continuité des activités - Exigences [14]
- ISO 22313 : 2020 Sécurité et résilience - Systèmes de management de la continuité des activités - Guide d'utilisation de l'ISO 22301 [15]
- ISO/TS 22317 : 2015 Sécurité sociétale - Systèmes de management de la continuité des activités - Lignes directrices pour l'analyse de l'impact sur les activités [16]
- ISO/TS 22318 : 2015 Sécurité sociétale - Systèmes de management de la continuité des activités - Lignes directrices pour la continuité de la chaîne d'approvisionnement [17]
- ISO/TS 22330 : 2018 Sécurité et résilience - Systèmes de management de la continuité des activités - Lignes directrices pour les aspects humains de la continuité des activités [18]
- ISO/TS 22331 : 2018 Sécurité et résilience - Systèmes de management de la continuité des activités - Lignes directrices pour la stratégie de continuité des activités [19]
- ISO/CEI/TS 17021-6 : 2015 Évaluation de la conformité - Exigences pour les organismes procédant à l'audit et à la certification des systèmes de management - Partie 6 : Exigences de compétence pour l'audit et la certification des systèmes de management de la continuité des activités [20]

La gestion des urgences
- ISO 22320 : 2018 Sécurité et résilience - Gestion des urgences - Lignes directrices pour la gestion des incidents [21]
- ISO 22322 : 2015 Sécurité sociétale - Gestion des urgences - Lignes directrices pour l'avertissement public [22]
- ISO 22324 : 2015 Sécurité sociétale - Gestion des urgences - Lignes directrices pour l'alerte à code couleur [23]
- ISO 22325 : 2016 Sécurité et résilience - Gestion des urgences - Lignes directrices pour l'évaluation des capacités [24]
- ISO 22326 : 2018 Sécurité et résilience - Gestion des urgences - Lignes directrices pour la surveillance des installations présentant des dangers identifiés [25]
- ISO 22327 : 2018 Sécurité et résilience - Gestion des urgences - Lignes directrices pour la mise en œuvre d'un système communautaire d'alerte précoce en cas de glissement de terrain[26].
- ISO/TR 22351 : 2015 Sécurité sociétale - Gestion des urgences - Structure des messages pour l'échange d'informations [27]

Authenticité, intégrité et confiance pour les produits et documents
- ISO 22380 : 2018 Sécurité et résilience - Authenticité, intégrité et confiance pour les produits et documents - Principes généraux pour le risque de fraude sur les produits [28]
- ISO 22381 : 2018 Sécurité et résilience - Authenticité, intégrité et confiance pour les produits et documents - Lignes directrices pour l'interopérabilité des systèmes d'identification et d'authentification des produits [29]
- ISO 22382 : 2018 Sécurité et résilience - Authenticité, intégrité et confiance pour les produits et documents - Lignes directrices pour le contenu, la sécurité et la délivrance des timbres de taxe d'accise [30]
- ISO 12931 : 2012 Critères de performance pour les solutions d'authentification utilisées pour lutter contre la contrefaçon de biens matériels [31]
- ISO 16678 : 2014 Lignes directrices pour l'identification d'objets interopérables et les systèmes d'authentification associés pour décourager la contrefaçon et le commerce illicite [32]

Gestion de la sécurité de la chaîne d'approvisionnement
- ISO 28000 : 2007 Spécification pour les systèmes de gestion de la sécurité pour la chaîne d'approvisionnement [33]
- ISO 28001 : 2007 Systèmes de management de la sécurité pour la chaîne d'approvisionnement - Meilleures pratiques pour la mise en œuvre de la sécurité de la chaîne d'approvisionnement, évaluations et plans - Exigences et orientations [34]
- ISO 28002 : 2011 Systèmes de management de la sécurité pour la chaîne d'approvisionnement - Développement de la résilience dans la chaîne d'approvisionnement - Exigences et guide d'utilisation [35]
- ISO 28003 : 2007 Systèmes de management de la sécurité pour la chaîne d'approvisionnement - Exigences pour les organismes procédant à l'audit et à la certification des systèmes de management de la sécurité de la chaîne d'approvisionnement [36]
- ISO 28004-1 : 2007 Systèmes de management de la sécurité pour la chaîne d'approvisionnement - Lignes directrices pour la mise en œuvre de l'ISO 28000 Partie 1: Principes généraux [37]
- ISO 28004-3 : 2014 Systèmes de management de la sécurité pour la chaîne d'approvisionnement - Lignes directrices pour la mise en œuvre de l'ISO 28000 Partie 3: Lignes directrices spécifiques supplémentaires pour l'adoption de l'ISO 28000 à l'usage des moyennes et petites entreprises (autres que les ports maritimes) [38]
- ISO 28004-4 : 2014 Systèmes de management de la sécurité pour la chaîne d'approvisionnement - Lignes directrices pour la mise en œuvre de l'ISO 28000 Partie 4: Directives spécifiques supplémentaires sur la mise en œuvre de l'ISO 28000 si conformité à ISO 28001 est un objectif de gestion [39]

Résilience communautaire
- ISO 22315 : 2015 Sécurité sociétale - Évacuation massive - Lignes directrices pour la planification [40]
- ISO 22319 : 2017 Sécurité et résilience - Résilience communautaire - Lignes directrices pour la planification de l'implication de volontaires spontanés [41]
- ISO 22392 : 2020 Sécurité et résilience - Résilience communautaire - Lignes directrices pour la conduite d'examens par les pairs [42]
- ISO 22395 : 2018 Sécurité et résilience - Résilience communautaire - Lignes directrices pour soutenir les personnes vulnérables en situation d'urgence [43]
- ISO 22396 : 2020 Sécurité et résilience - Résilience communautaire - Lignes directrices pour l'échange d'informations entre organisations [44]

Résilience urbaine
- ISO/TR 22370 : 2020 Sécurité et résilience - Résilience urbaine - Cadre et principes

Résilience organisationnelle
- ISO 22316 : 2017 Sécurité et résilience - Résilience organisationnelle - Principes et attributs [45]

Sécurité préventive
- ISO 18788 : 2015 Système de management pour les opérations de sécurité privée - Exigences et guide d'utilisation [46]

Révisé, remplacé ou retiré
- ISO 22300 : 2012 Sécurité sociétale - Terminologie (remplacée par l'édition 2018) [47]
- ISO 22301 : 2012 Sécurité sociétale - Systèmes de management de la continuité des activités - Exigences [48] (remplacée par l'édition 2019)
- ISO 22313 : 2012 Sécurité sociétale - Systèmes de management de la continuité des activités - Guide (remplacé par l'édition 2020)
- ISO/TR 22312 : 2012 Sécurité sociétale - Capacités technologiques [49]
- ISO 22320 : 2011 Sécurité sociétale - Gestion des urgences - Exigences pour la réponse aux incidents (remplacée par l'édition 2018) [50]
- ISO/PAS 22399 : 2007 Sécurité sociétale - Ligne directrice pour la préparation aux incidents et la gestion de la continuité opérationnelle (remplacée par ISO 22301 et ISO 22313) [51]